# Antonín Kučera
Antonín Kučera (soms ook: Anton Kutschera) (Mikovice, nu deelgemeente van Kralupy nad Vltavou, 21 september 1872 – aldaar, 26 maart 1934) was een Tsjechisch componist en militaire kapelmeester.

## Levensloop
Kučera kreeg muziekles aan de Majerově muziek- en zangschool in Praag. Op 15-jarige leeftijd werd hij leerling muzikant bij de Militaire muziekkapel van het Hongaarse Infanterie Regiment nr. 101, die in 1889 verhuisde naar Zagreb. In 1894 werd hij overgeplaatst naar de muziekkapel van het Hongaarse Infanterie Regiment nr. 51 "Freiherr von Probst" in Cluj-Napoca, toen heette het nog: Klausenburg. Hij studeerde aan het conservatorium harmonie, muziektheorie, cello en HaFa-directie. Na het behalen van zijn diploma's werd hij in 1900 benoemd tot kapelmeester van zijn muziekkapel. In 1904 verhuisde het regiment naar Wenen. Deze regimentskapel was erg populair en maakte verschillende plaatopnames. Vervolgens was hij kapelmeester bij een muziekkapel van het Landwehr Infanterie Regiment 1. In 1910 werd hij inspecteur voor de muziekkapellen van de landmacht in het ministerie van landsverdediging in Wenen. In deze functie was hij tot aan het einde van de Eerste Wereldoorlog en het einde van de monarchie.
Na de oprichting van de republiek Tsjecho-Slowakije werd hij benoemd tot kapelmeester van de muziekkapel van het garnizoen Česká Lípa, later werd deze kapel overgeplaatst en vernoemd in Muziekkapel van het Tsjecho-Slowaakse Infanterie Regiment nr. 33 in Cheb. In 1923 ging hij met pensioen en ging ook terug naar Kralupy nad Vltavou. Aldaar werd hij dirigent van het orkest "Pěvecko-hudebního spolku Fibich" en bleef tot 1931 in deze functie. Met dit orkest voerde hij verschillende werken van Ludwig van Beethoven, Joseph Haydn, Franz Schubert, Antonín Dvořák, Zdeněk Fibich en Josef Suk uit. 
Kučera was ook componist en schreef vooral werken voor de door hem gedirigeerde orkesten.

## Composities

### Werken voor harmonieorkest
- 1913 Dorfkinder - wals naar motieven uit de operette "Der Zigeunerprimas" van Emmerich Kálmán
- Dolomiten Marsch
- Ein strammes Regiment
- Erzherzog Rainer Fanfaren-Marsch
- Georgi Marsch
- Hornsignal Marsch
- Liebe und Freude
- Mit dem Edelweiss, op. 32
- Siegesklänge 1894
- Über Berg and Tal - Fanfarenmarsch
- Waffen hoch!